# Edelweiss hadművelet

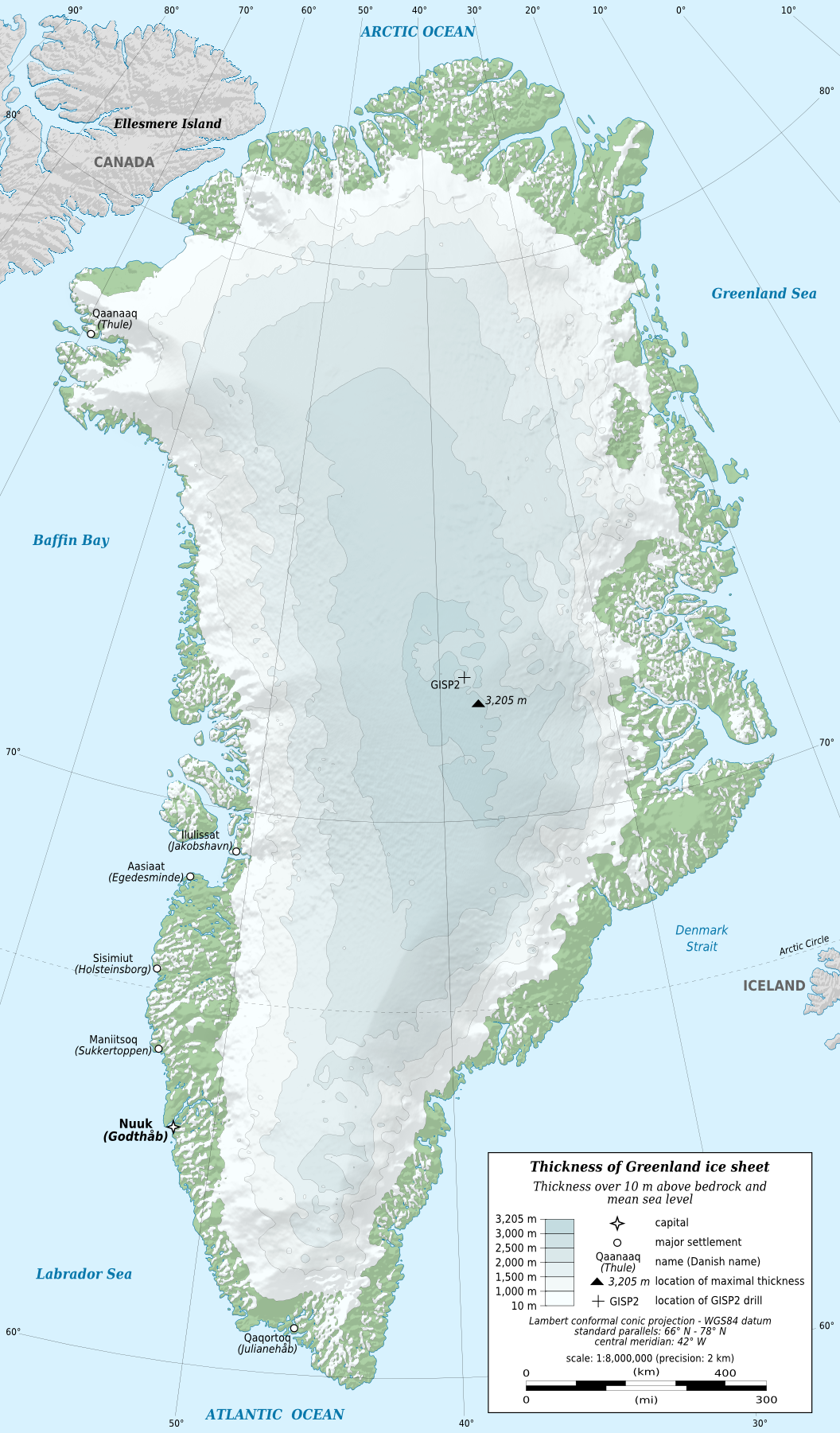
Grönland térképe

Az Edelweiss hadművelet német katonai akció volt a második világháborúban, amelynek célja egy  meteorológiai állomás működtetése volt az északi-sarki területen.
A második világháborúban szembenálló feleknek létfontosságú volt, hogy pontos időjárási előrejelzésekhez jussanak. Az Északnyugat-Európa és Skandinávia időjárását meghatározó meteorológiai rendszerek általában nyugatról, északnyugatról érkeznek, ezért a legjobban a sarki területeken – Grönland, Jan Mayen-sziget, Izland, Spitzbergák – működő állomások tudják előrejelezni a változásokat. A németek számára elengedhetetlen volt, hogy megbízható meteorológiai jelentésekhez jussanak a térségből.
Az Edelweiss hadművelet részeként a németek meteorológiai állomást akartak felállítani Északkelet-Grönlandon 1944-ben. A leendő állomás 11 tagú legénysége 1944. július 29-én hajózott ki Tromsø-ből a Kehdingen fedélzetén. A hajót az U–703-as tengeralattjáró kísérte. A tudományos vezető Gottfried Weisz volt, aki a Holzauge hadműveletben is részt vett, a meteorológus csapatra vigyázó katonákat pedig Edmund Polski irányította.
A jégmező szélét augusztus 31-én érték el. Másnap megkezdték a tengeralattjáró üzemanyagtankjának feltöltését a Kehdingenről. Kevéssel a művelet befejezése után feltűnt az amerikai parti őrség jégtöröje, a Northland. A Kehdingen a jég takarásába menekült, míg az U–703-as két torpedót lőtt ki, amelyek azonban jégbe ütköztek, és idő előtt felrobbantak. A Northland is tüzet nyitott, de nem talált célt. A Kehdingen délutánra a part közelébe jutott, de a kinézett öböl bejáratát vastag jég borította. A hajó léket kapott, és a fedélzeten tartózkodók kénytelenek voltak mentőcsónakokba szállni. Mivel csak az egyik csónak motorja indult be, az amerikai jégtörő könnyen utolérte, majd foglyul ejtette őket. A németeket Izlandra vitték, ahol hadifogolytáborba kerültek.